# Distrito de Ocuviri
El distrito peruano de Ocuviri es uno de los 10 distritos que conforman la provincia de Lampa, perteneciente al departamento de Puno, en el Perú. Es un distrito que destaca por las actividades de ganadería de alpacas y pesca.
Desde el punto de vista jerárquico de la Iglesia católica forma parte de la diócesis de Puno en la arquidiócesis de Arequipa.

## Geografía
Colindante con el distrito de Condoroma en la provincia de Espinar.
Comunidad campesina: Caycho, Cerro Minas, Tupac Amaru, Jatun Ayllu, Chapioco, Vilcamarca y Parina.

## Reconocimiento de los ríos como sujetos de derechos
El 31 de agosto de 2021, a través de la Ordenanza municipal n. °05 – 2021-MDO/A, presentada por el alcalde Rómulo Ccasa Cucho durante la sesión ordinaria del Consejo municipal, se reconoció a las fuentes de agua del distrito (territorio) como sujetos de derecho, dignos de protección.
Esta ordenanza concede el estatus de ser viviente a la Madre Agua (Yaku-Unu Mama), lo que garantiza su protección, conservación, mantenimiento y regeneración, junto con los servicios ecosistémicos que proporciona. Esto se establece como una medida de respuesta ante el impacto de actividades humanas, como la contaminación minera y la pérdida de biodiversidad. La ordenanza abarca completamente el distrito, que tiene aproximadamente 877 km cuadrados e incluye 3 microcuencas y 41 tributarios en su conjunto de montes, así como 14 lagunas y múltiples ojos de agua. Además, al ser Ocuviri la cabecera de la cuenca, se reconoce como sujetos de derechos a los puquios, manantiales, ríos, lagunas y lagos.
Con este reconocimiento, las fuentes de agua adquieren carácter justiciable, lo que significa que cuentan con derechos e intereses que pueden ser presentados ante un tribunal de justicia y exigidos a través de procesos constitucionales. Asimismo, se reconoce a los pueblos indígenas como guardianes y representantes de los ríos, lo que implica su participación y gestión relacionada con la Ley N.º 29338 de Recursos Hídricos y su reglamento.

## Lagunas
Destacan las lagunas Iniquilla, Calera (más pequeña) y Chulpia, colindante con Condoroma y de forma alargada. La pesca de trucha se realiza en las inmediaciones de las lagunas de Iniquilla, Calera, Sahuanani y Ananta, con una producción anual de 27 toneladas.

## Demografía
Según el censo peruano de 2007, había 2655 personas residiendo en Ocuviri.

## Etimología
El nombre de Ocuviri, fue castellanizado de las palabras uqhu (de la forma aimara juqhu) y wiri; uqhu (quechua) equivale a ciénaga o bofedal y wiri (puquina) significa río. Siendo la etimología de Ocuviri: 'río (donde hay) ciénaga' (Escobar, 2021).

## Economía
Crianza de camélidos sudamericanos, principalmente alpacas (especies Suri y Huacaya) y llamas.

## Turismo
Cuenta con la presencia de nevados, así como de aguas termales en la capital del distrito. Además:
- Peñón de Vilcamarca
- Arkopunko en la plaza de Armas
- Cañón de Jatun Ayllu

## Autoridades

### Municipales
- 2023 - 2026[7]
  - Alcalde: VICENTE LOLO GARCIA JAVIER.
  - Regidores:

  1. CRESENCIA CHOQUE CHOQUEPATA
  2. EUGENIO MAMANI ATAJO
  3. VALENTIN CAYLLAHUA QUIZANA
  4. BENITA SONCCO MAMANI
  5. VICENTE SANO HUAYNACHO